# Winchester Bay
Winchester Bay is een plaats (census-designated place) in de Amerikaanse staat Oregon, en valt bestuurlijk gezien onder Douglas County.

## Demografie
Bij de volkstelling in 2000 werd het aantal inwoners vastgesteld op 488.

## Geografie
Volgens het United States Census Bureau beslaat de plaats een oppervlakte van 9,5 km², waarvan 6,9 km² land en 2,6 km² water. Winchester Bay ligt op ongeveer 1 m boven zeeniveau.

## Plaatsen in de nabije omgeving
De onderstaande figuur toont nabijgelegen plaatsen in een straal van 36 km rond Winchester Bay.